# Isachne angladei
Isachne angladei är en gräsart som beskrevs av Cecil Ernest Claude Fischer. Isachne angladei ingår i släktet Isachne och familjen gräs. Inga underarter finns listade i Catalogue of Life.